# سیارک ۱۳۱۹
سیارک ۱۳۱۹ (به انگلیسی: 1319 Disa، نامگذاری:1934FO) هزار و سیصد و نوزدهمین سیارک کشف شده‌است که در ۱۹ مارس ۱۹۳۴ کشف شد.
قدر مطلق سیارک برابر ۱۱٫۱۰ است.